# 奧托森 (愛荷華州)
奧托森（英語：Ottosen）是一個位於美國愛荷華州洪堡縣的城市。

## 地理
奧托森的座標為42°53′44″N 94°22′40″W / 42.89556°N 94.37778°W，而該地的平均海拔高度為353米（即1158英尺）。

## 人口
根據2010年美國人口普查的數據，奧托森的面積為1.48平方千米，當中陸地面積為1.48平方千米，而水域面積為0.00平方千米。當地共有人口55人，而人口密度為每平方千米37人。